# Scaptomyza cerina
Scaptomyza cerina är en tvåvingeart som beskrevs av Hardy 1965. Scaptomyza cerina ingår i släktet Scaptomyza och familjen daggflugor. Inga underarter finns listade i Catalogue of Life.